# Финал на Шампионската лига 2010
Финалът на Шампионската лига 2010 е футболен мач, който се провежда в събота, 22 май 2010 между немския Байерн Мюнхен и италианския Интер на стадион Сантяго Бернабеу в Мадрид, Испания. Мачът се провежда да определи победителя на сезон 2009/10 в Шампионската лига, най-силния европейски клубен турнир. Това е първият финал, който се играе в събота, преди това всичките се играят в сряда. Интер печели с 2–0 и по този начин завършва сезона с требъл, постижение което никой италиански или немски отбор не е постигал.
С победата си Интер печели третата си европейска титла и тяхна първа от 1965. Това е първо участие във финал от 1972 и първия италиански отбор от като Милан печелят титлата през 2007. Байерн за последно печелят титлата през 2001 и е първият немски отбор на финал след Байер Леверкузен през 2002. Финалът през 2010 година е първият без участие на английски отбор от като през 2004 Порто побеждават Монако. Сантяго Бернабеу е бил домакин на три финала: 1957, 1969 и 1980.
С победата си Интер си осигурява място в мача за Суперкупата на УЕФА и да представлява УЕФА на Световното клубно първенство.

## Пътят към финала
| Отбор         | М | П | Р | З | ВГ | ДГ | ГР | Т  |
| ------------- | - | - | - | - | -- | -- | -- | -- |
| Бордо         | 6 | 5 | 1 | 0 | 9  | 2  | +7 | 16 |
| Байерн Мюнхен | 6 | 3 | 1 | 2 | 9  | 5  | +4 | 10 |
| Ювентус       | 6 | 2 | 2 | 2 | 4  | 7  | -3 | 8  |
| Макаби Хайфа  | 6 | 0 | 0 | 6 | 0  | 8  | -8 | 0  |

| Отбор       | М | П | Р | З | ВГ | ДГ | ГР | Т  |
| ----------- | - | - | - | - | -- | -- | -- | -- |
| Барселона   | 6 | 3 | 2 | 1 | 7  | 3  | +4 | 11 |
| Интер       | 6 | 2 | 3 | 1 | 7  | 6  | +1 | 9  |
| Рубин Казан | 6 | 1 | 3 | 2 | 4  | 7  | -3 | 6  |
| Динамо Киев | 6 | 1 | 2 | 3 | 7  | 9  | -2 | 5  |